# 杜庄妃
杜莊妃（16世纪?—1565年），名失考。明朝明世宗朱厚熜之妃。

## 生平
杜氏的入宮時間與年齡均無考。嘉靖四十四年（1565年）九月十二日，「未封宮御」杜氏薨逝，追封為莊妃，詔喪葬如例。根據《太常續考》的記載，杜莊妃與宋麗嬪、任和嬪、王康妃、高常嬪、王常嬪、温靖懿妃趙氏共一墓葬金山 （西山紅石口）。